# Probezzia rosewalli
Probezzia rosewalli är en tvåvingeart som beskrevs av Wirth 1951. Probezzia rosewalli ingår i släktet Probezzia och familjen svidknott. Inga underarter finns listade i Catalogue of Life.